# Apoyeque
L'Apoyeque est un volcan du Nicaragua composé d'un cône pyroclastique tronqué par une caldeira et comptant aussi un maar et des dômes de lave. Il se trouve sur la péninsule de Chiltepe qui s'avance dans le lac de Managua, au nord-ouest de Managua, la capitale du pays ; il est inclus dans la réserve naturelle de la péninsule de Chiltepe.

## Géographie
L'Apoyeque est un complexe volcanique qui fait partie du volcan bouclier pyroclastique Chiltepe, l'un des trois volcans boucliers d'ignimbrite du front volcanique nicaraguayen.
Il comporte deux lacs :
- l'Apoyeque - également appelé Laguna de Apoyaque - d'un diamètre de 2,8 km et de 400 m de profondeur centré au fond de la caldeira. La rive du lac se trouve à 100 m en dessous du sommet de la caldeira et son fond descend jusqu'au niveau de la mer ;
- le Xiloá, un maar d'environ 2,5 km de diamètre situé immédiatement au sud-est du pic d'Apoyeque.

En plus du dôme Chiltepe, qui est utilisé comme synonyme d'Apoyeque, le complexe contient la caldeira de Xiloá, le dôme Miraflores et le dôme Cerro Talpetate.
L'Apoyeque, ainsi que toute la péninsule de Chiltepe font partie de la région administrative de Managua.

## Histoire éruptive

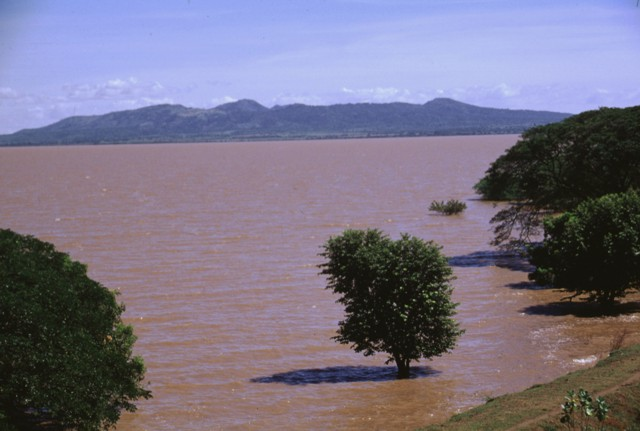
La péninsule de Chiltepe vue depuis la rive opposée du lac de Managua.

La dernière éruption de l'Apoyeque, vers 44 av. J.-C., fut l'une des plus grandes explosions connues dans l'histoire avec un Indice d'explosivité volcanique (IEEV) de 6 sur une échelle de 0 à 8.
Une éruption du Xiloá, il y a 6 100 ans, produisit des coulées pyroclastiques ponceuses qui recouvrirent des dépôts similaires du même âge provenant du Masaya distant de 30 km.
L'Apoyeque a été identifié comme un volcan particulièrement dangereux, en raison de ses éruptions majeures séparées de 2 000 ans, de sa proximité avec Managua et des risques de provoquer des tsunamis lacustres.
Une sismicité intermittente a été signalée dans la région au cours de la période 2009-2012, mais les événements étaient rarement supérieurs à la magnitude 2,5 et se situaient à moins de 30 km de profondeur.